# Corrupção na Coreia do Norte
A corrupção na Coreia do Norte ocorre em uma das piores taxas do mundo.
A Coreia do Norte está classificada em 170.º lugar entre 180 países no Índice de Percepção de Corrupção de 2024 da Transparência Internacional. Os 180 países do Índice são pontuados em uma escala de 0 ("altamente corrupto") a 100 ("muito limpo") de acordo com a corrupção percebida no setor público e, em seguida, classificados por sua pontuação. O país cujo setor público é percebido como o mais corrupto é classificado em 180.º. A classificação da Coreia do Norte em 2024 foi baseada em uma pontuação de 15. Para comparação com as pontuações regionais, a melhor pontuação entre os países da região da Ásia-Pacífico foi 84, a pontuação média foi 44 e a pior pontuação foi a pontuação da Coreia do Norte, 15. Para comparação com as pontuações mundiais, a melhor pontuação foi 90 (classificado em 1), a pontuação média foi 43 e a pior pontuação foi 8 (classificado em 180).
Regras rígidas e punições draconianas impostas pelo regime, por exemplo, contra o acesso à mídia estrangeira ou para a modificação de receptores de rádio ou televisão para acesso à mídia estrangeira, são comumente contornadas por meio da oferta de subornos à polícia. Informar colegas e familiares tornou-se menos comum.
A comunicação social estatal da Coreia do Norte admitiu a corrupção generalizada na Coreia do Norte ao apresentar as acusações contra Chang Song-taek após a sua execução em dezembro de 2013. A declaração menciona suborno, desvio de materiais, venda de recursos e terras, obtenção de fundos e desperdício de dinheiro para uso privado por organizações sob o seu controle.